# Andreu Avel·lí Pi i Arimon
Andreu Avel·lí Pi i Arimon (Barcelona, 1 de març de 1793 - ibídem, 26 de desembre de 1851) és conegut per ser un historiador i epigrafista centrat sobretot en la història de Barcelona, i sobretot per la seva obra Barcelona Antigua y Moderna. D'orígens humils dedicà el seu ofici a la gestió administrativa tant a l'àmbit castrense com a l'àmbit civil. Es casà amb Teresa Molist i Solà (ca.1795-1872), amb qui tingué un fill que arribaria a ser el conegut metge Emili Pi i Molist.

## Joventut i ofici
Nasqué a la casa de la plaça de Montcada de Barcelona, a la cantonada esquerra del carrer dels Sombrerers, adscrita a la parròquia de Santa Maria del Mar, essent el tercer fill d'una família de baix poder econòmic. Rebé els noms baptismals d'Andrés Avelino, Ramon Nonato i Rosendo. Els seus progenitors foren Vicente Pi, botiguer de teles, i Isabel Arimon. Tenia dos germans: José Ignacio, més gran que ell i Vicente -germà petit-; i una germana gran, Isabel. El seu pare morí essent ell un infant, limitant les escasses rendes familiars. Rebé educació primària i en acabar-la fou admès al Seminari Episcopal de Barcelona, on cursà llatí, retòrica i principis de filosofia, amb la pretensió d'esdevenir professional de caràcter intel·lectual amb la cosa pogués millorar les condicions de vida de la seva família.
La invasió francesa de Barcelona el 1808 estroncà aquestes esperances. Per ardor patriòtic s'afilià a l'exèrcit espanyol. El 28 de juny de 1813 fou nomenat escrivent eventual del parc general de campanya del Primer Exèrcit i el 8 de maig següent, arranjat el conveni de Tolosa del 18 i 19 d'abril entre Lord Wellington i el mariscal Soult, fou comissionat del cos d'artilleria per a assistir a D. Juan de Ulúrrun, capità del primer regiment d'artilleria, que venia a Barcelona per a encarregar-se del comandament de l'artilleria de la plaça ocupada encara pels francesos. En aquesta comissió fou el primer soldat espanyol uniformat a entrar lliurement a Barcelona després de sis anys de domini del Primer Imperi Francès, sent rebut amb alegria pels seus conciutadans. En aquesta etapa Pi feu de guarda dels magatzems com a segon oficial d'artilleria del Castell de Montjuïc i dels altres forts i bateries de la ciutat. Rebé les creus de guerra del Primer Exèrcit de les campanyes de 1813 i 1814 i la del setge de Tarragona.
Acabada la guerra fou llicenciat i remogut d'aquesta destinació el 4 de gener de 1815. La manca d'una font d'ingressos per a assegurar el sustentament familiar li feren acceptar una plaça d'interventor interí de les Salines de Cardona que li havia estat oferta, que ocupà l'11 de febrer de 1815. Quan la seva plaça fou assignada a un funcionari d'ofici, cessà el 6 de novembre d'aquell mateix any, entrant a l'equip del Port de Barcelona, destinat a tasques de manteniment com a “Revistador de operarios”. En aquest lloc anà ascendint en l'escalafó administratiu, rebent successivament els càrrecs de Sobrestante mayor de la Intervención (15 de novembre de 1819), i posteriorment guanyant la plaça d’Interventor en propietat (nomenat el 12 de gener de 1837), agregant-se-li les funcions de “Pagador” (31 de juliol de 1841) i de “Guarda-Almacén” (5 de maig de 1846), per supressió d'aquestes places. Per aquest ofici entrà en contacte amb D. Simón Ferrer y Bosch, amb qui travà una forta amistat.

## Historiador a estones lliures
D'acord amb una reial ordre de 29 de juliol de 1835, el governador civil de Barcelona, el nomenà el 24 d'agost per integrar amb altres quatre una comissió encarregada de recollir la documentació i objectes artístics i antiguitats dels convents exclaustrats el 1835.
D'aquestes tasques obtingué gran part de la informació que s'inclouria als apèndixs de Barcelona Antigua y Moderna. Amb l'objectiu de fer una biblioteca pública, sota els auspicis de l'Ajuntament de Barcelona, on dipositar els llibres recollits, l'11 d'abril de 1836 Pi i Josep Antoni Llobet i Vall-llosera, un altre dels cinc comissionats i amic de Pi i Arimon, s'oferiren a ordenar i classificar de forma altruista aquests llibres.
El 1838, amb ocasió del traslladat de la presó pública de la ciutat des de la seva ubicació a la plaça del Rei cap a l'antic convent de Sant Sever i Sant Carles Borromeu, participà en l'elaboració del reglament de règim intern del nou establiment i fou Vocal de la seva Junta Protectora i Governativa. Fou també comissionat el 16 de desembre de 1846 per a l'entrega de la caixa de quints i substituts per les lleves de l'exèrcit, càrrec honorífic i gratuït. El govern d'Espanya per reial ordre de 17 d'abril de 1847 demanà als capitans generals de les províncies l'opinió per a la modificació de la llei de lleves de 1837 llavors vigent. el General Segon Caporal de Catalunya, encarregat d'aquest assumpte, demanà a Pi i Arimon i a D. Rafael Ribas, comandant de la caixa de quints, que elaboressin un informe al respecte, presentant-li el 3 de juny una Memoria razonada sobre reforma de la Ley de reemplazos. Per aquest treball la Reina Isabel II d'Espanya el nomenà el seu secretari honorífic el 7 d'abril de 1848.
En el seu temps lliure Pi el dedicava a l'estudi de la història de Barcelona. Determinà els límits de la muralla romana de Barcelona, amb l'ajuda de Serafí de Soto, comte de Clonard, i els arquitectes José Oriol y Beruadet i Josep Oriol Mestres, nomenats per la Junta de Comerç, que a instàncies de Josep Marià de Cabanes, es prestà a col·laborar en l'empresa. Degut al lamentable estat d'abandonament de l'Arxiu Municipal de Barcelona s'oferí Pi i Arimon al seu amic i regidor de l'ajuntament Pablo Soler i Trens el 22 d'abril de 1834, encarregar-se d'ordenar-lo. El cos municipal instituí una “Comissió de Restauració de l'Arxiu”, composta pels regidors Soler, el Marqués de Llió i José Maria de Llinás, a la qual fou agregat Pi.
També es dedicà a l'epigrafia, sobretot de les làpides romanes, formant una col·lecció i depurant els errors i malentesos en les col·leccions dels espanyols Finestres i Masdeu; i dels estrangers Gruter i Muratori, entre d'altres. a la qual agregà un manual original per a la interpretació de les làpides romanes sota el títol «Memoria sobre la inscripción romana esculpida en un mármol en la esquina de la calle de Arlet de la ciudad de Barcelona, ó Ensayo sobre el método de describir esta clase de monumentos, á fin de generalizar en España su aprecio por medio de la genuina interpretacion de su contenido». Presentà aquest treball a la Real Academia de la Historia. En aquest treball desvela el contingut d'una làpida on el centurió Luci Cecili institueix un llegat en profit de la ciutat perquè es realitzessin uns festejos pagats amb els interessos del dipòsit del qual es dedueix l'interès de les usures romanes semissis i centessima, tema no del tot ben establert en aquella època, en què Pi fixà l'interès semissis en un 6% anual. Per aquest treball la Real Academia de la Historia el feu Acadèmic Corresponsal el 4 d'abril de 1834.
L'Acadèmia de Bones Lletres el nomenà Soci Numerari el 15 de desembre de 1835, i soci resident de la societat Econòmica Barcelonesa d'Amics del País, el 22 de gener de 1838; i la Reial Societat Econòmica d'Amics del País de València Soci Corresponsal el 18 de maig de 1843. Començà a confegir una guia sobre Barcelona a partir d'una sèrie de notícies que havia recopilat anys enrere, que havia de sortir sota el títol «Barcelona Antigua y moderna, ó descripcion é historia de esta ciudad desde su fundacion hasta nuestros dias», finançada per subscripció del públic. Abans que s'imprimís fou denunciat a principis de 1849 per un afer sobre la seva activitat professional al Port, causa de la qual fou absolt però que minà la seva salut, amb l'agreujament d'una afecció estomacal. A mitjans del 1851 residí dos mesos a Olot acompanyat de la seva muller per a prendre les aigües medicinals d'aquella comarca. Retornant de camí a Barcelona, li sobrevingué un infart cerebral, del qual es recuperà, però tornà a Barcelona pitjor del que n'havia marxat. Aliè a aquests afers de salut Pi i Arimon intentà seguir fent la seva vida anant de tant en tant algunes tardes a la seva oficina del Moll Nou. Tanmateix la matinada del 24 de desembre li sobrevingué una "sufocació" letal i morí a les quatre de la matinada del dia de Nadal al carrer Tres Llits núm. 7 primer pis de Barcelona (segons el registre civil mor el dia 26).